# Herrenausstatter

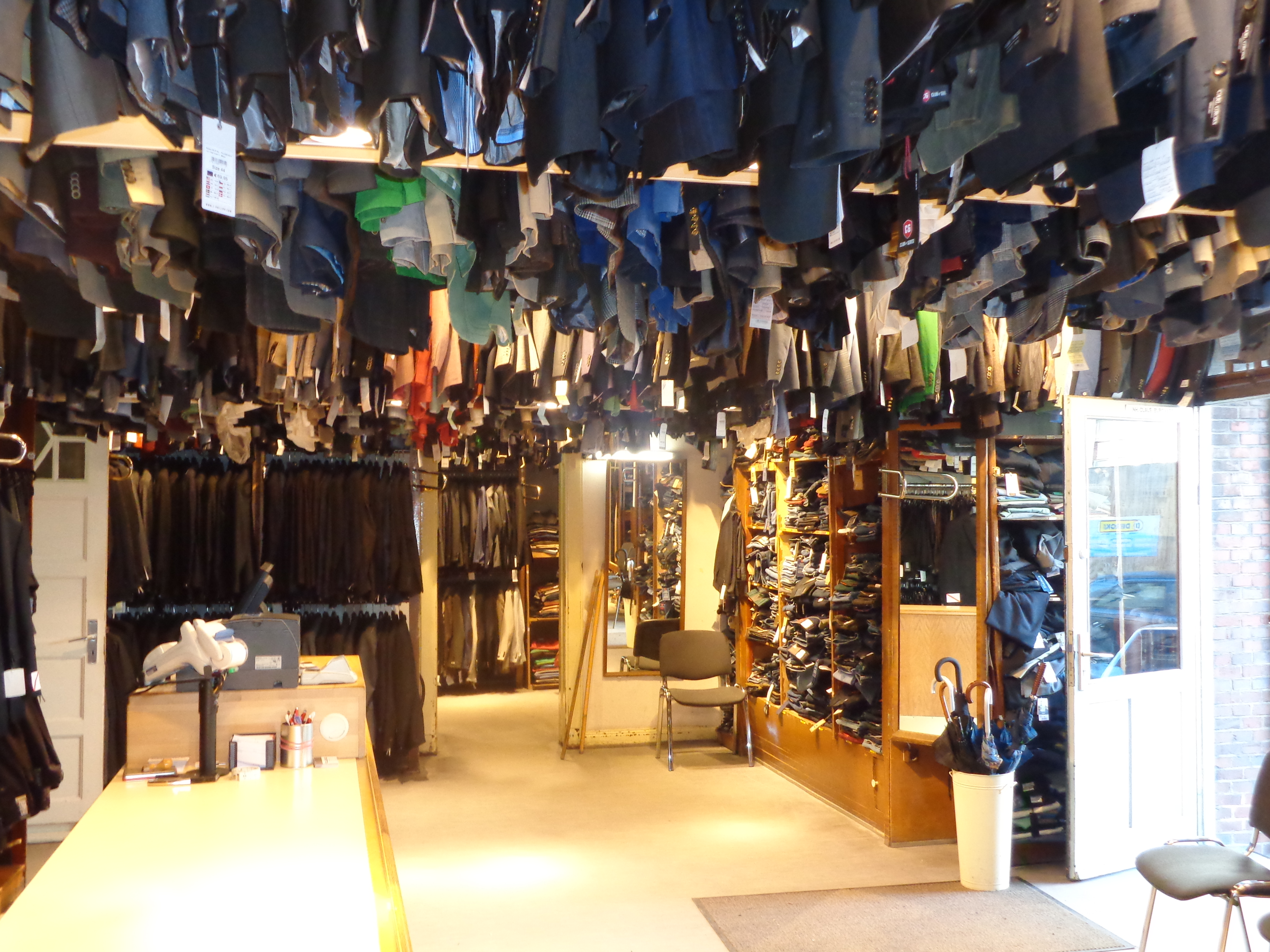
Herrenausstatter in Hamburg

Herrenausstatter ist der klassische deutschsprachige Begriff für ein Fachgeschäft, das ausschließlich Mode und Accessoires für den Mann führt.

## Begriff
Der Begriff wurde im 19. und 20. Jahrhundert geprägt, als eine zunehmende Spezialisierung der vorherigen Schneidereien und Bekleidungsgeschäfte entsprechende Sonderformen für Damen- bzw. Herrenartikel hervorbrachte. Traditionell gehört zu einem Herrenausstatter eine Maßschneiderei; allerdings greift diese Tradition nicht mehr zwingend durch. Heutige Herrenausstatter sind zum Teil lediglich Franchisenehmer größerer Ketten oder Wiederverkäufer. Der Begriff „Herrenausstatter“ soll dann nur noch die Zielgruppe kennzeichnen.

## Klassische Herrenausstatter
Die klassischen Herrenausstatter boten eine hohe Qualität in Material und handwerklicher Verarbeitung ihrer Ware, eine intensive Beratung des Kunden in Stilfragen sowie einen umfassenden Kundenservice in gediegenem Ambiente. Sie erreichten damit eine hohe Kundenbindung, zum Teil über mehrere Generationen hinweg. Dieser Ansatz wird heute nur noch von einem Teil der Herrenausstatter verfolgt. In dieser Tradition erfolgt eine umfassende Beratung mit dem Ziel, dem Kunden ein exakt passendes und seinem individuellen Stil entsprechendes Kleidungsstück bis hin zu kompletten Ausstattungen zu verkaufen. Kunden der klassischen Herrenausstatter sind in erster Linie Männer der gehobenen und höheren Gesellschaftsschichten, welche Wert darauf legen, durch entsprechende Kleidung ihre Stellung und ihre individuelle Persönlichkeit zu unterstreichen und bereit sind, dafür auch hohe Preise zu akzeptieren.

## Herrenausstatter heute
Seit einigen Jahren führen Herrenausstatter und Fachgeschäfte für Männermode nicht mehr nur (oder gar nicht mehr) Maßgeschneidertes aus eigener Produktion, sondern bedienen ihre Kunden (auch) mit Luxusmarken sowie Kollektionen mehr oder minder bekannter Modedesigner. Diese neue Form des Herrenausstatters hat sich durch die Industrialisierung und die schnelllebigeren Modetrends ergeben. Die Kundschaft hier erstreckt sich weniger auf traditionsbewusste, sondern mehr auf modebewusste Männer, die eher zur jüngeren Generation gehören. Hier steht auch weniger der persönliche Stil als das Zurschaustellen der finanziellen Möglichkeiten im Vordergrund. In Zeiten des zunehmenden Onlineshoppings finden sich nicht nur Herrenausstatter im klassischen stationären Verkaufsumfeld der Flaniermeilen, sondern auch immer mehr im Internet, was sich mit dem traditionellen Ansatz der Maßanfertigung kaum noch in Einklang bringen lässt.